# Albumy numer jeden w roku 1994 (Japonia)
Notowanie Weekly Album Chart (jap. 週間アルバムランキング Shūkan Arubamu Chāto) przedstawia najlepiej sprzedające się albumy w Japonii. Publikowane jest ono przez magazyn Oricon Style, a dane kompletowane są przez Oricon w oparciu o cotygodniowe wyniki sprzedaży fizycznej albumów. Poniżej znajdują się tabele prezentujące najpopularniejsze albumy w danych tygodniach w roku 1994.

## Oricon Weekly Album Chart
| Data            | Album                                                 | Wykonawca              | Źródło |
| --------------- | ----------------------------------------------------- | ---------------------- | ------ |
| 3 stycznia      | wstrzymanie publikacji                                | wstrzymanie publikacji | [ 1 ]  |
| 10 stycznia     | MAGIC                                                 | Dreams Come True       | [ 1 ]  |
| 17 stycznia     | MAGIC                                                 | Dreams Come True       | [ 1 ]  |
| 24 stycznia     | MAGIC                                                 | Dreams Come True       | [ 1 ]  |
| 31 stycznia     | Water Dance                                           | Takashi Utsunomiya     | [ 1 ]  |
| 7 lutego        | SUPER BALANCE                                         | Katsumi                | [ 1 ]  |
| 14 lutego       | Cloudy Heart                                          | Kōji Kikkawa           | [ 1 ]  |
| 21 lutego       | WORLD GROOVE                                          | trf                    | [ 1 ]  |
| 28 lutego       | WORLD GROOVE                                          | trf                    | [ 1 ]  |
| 7 marca         | HIDE YOUR FACE                                        | hide                   | [ 1 ]  |
| 14 marca        | The 7th Blues                                         | B’z                    | [ 1 ]  |
| 21 marca        | The 7th Blues                                         | B’z                    | [ 1 ]  |
| 28 marca        | The 7th Blues                                         | B’z                    | [ 1 ]  |
| 4 kwietnia      | Starting Over                                         | Keizō Nakanishi        | [ 1 ]  |
| 11 kwietnia     | INCLINATION                                           | Mari Hamada            | [ 1 ]  |
| 18 kwietnia     | Angel (jap. エンジェル)                               | Fumiya Fujii           | [ 1 ]  |
| 25 kwietnia     | Angel (jap. エンジェル)                               | Fumiya Fujii           | [ 1 ]  |
| 2 maja          | THE VERY RUST OF UNICORN                              | Unicorn                | [ 1 ]  |
| 9 maja          | togetherness                                          | Sing Like Talking      | [ 1 ]  |
| 16 maja         | HYPER MIX III                                         | trf                    | [ 1 ]  |
| 23 maja         | HYPER MIX III                                         | trf                    | [ 1 ]  |
| 30 maja         | HYPER MIX III                                         | trf                    | [ 1 ]  |
| 6 czerwca       | DELICATE PLANET                                       | access                 | [ 1 ]  |
| 13 czerwca      | OH MY LOVE                                            | Zard                   | [ 1 ]  |
| 20 czerwca      | ON AND ON                                             | Masaharu Fukuyama      | [ 2 ]  |
| 27 czerwca      | Owaranai natsu ni (jap. 終わらない夏に)               | TUBE                   | [ 2 ]  |
| 4 lipca         | Owaranai natsu ni (jap. 終わらない夏に)               | TUBE                   | [ 2 ]  |
| 11 lipca        | Kaze no uta wo kike (jap. 風の歌を聴け)               | Original Love          | [ 2 ]  |
| 18 lipca        | the Name Is...                                        | Eikichi Yazawa         | [ 2 ]  |
| 25 lipca        | 16th Summer Breeze                                    | Anri                   | [ 2 ]  |
| 1 sierpnia      | 16th Summer Breeze                                    | Anri                   | [ 2 ]  |
| 8 sierpnia      | Impressions                                           | Mariya Takeuchi        | [ 2 ]  |
| 15 sierpnia     | BILLIONAIRE ~BOY MEETS GIRL~                          | trf                    | [ 2 ]  |
| 22 sierpnia     | Impressions                                           | Mariya Takeuchi        | [ 2 ]  |
| 29 sierpnia     | Impressions                                           | Mariya Takeuchi        | [ 2 ]  |
| 5 września      | Yin&Yang                                              | CHAGE and ASKA         | [ 2 ]  |
| 12 września     | Atomic Heart                                          | Mr. Children           | [ 2 ]  |
| 19 września     | Atomic Heart                                          | Mr. Children           | [ 2 ]  |
| 26 września     | DEEN                                                  | DEEN                   | [ 2 ]  |
| 3 października  | Kodoku no taiyō (jap. 孤独の太陽)                     | Keisuke Kuwata         | [ 2 ]  |
| 10 października | SHAKE THE FAKE                                        | Kyōsuke Himuro         | [ 2 ]  |
| 17 października | Cross Road (jap. クロス・ロード)                      | Bon Jovi               | [ 2 ]  |
| 24 października | Sunadokei (jap. 砂時計)                               | Keiko Utoku            | [ 2 ]  |
| 31 października | LOVE OR NOTHING                                       | Miyuki Nakajima        | [ 2 ]  |
| 7 listopada     | PHARMACY                                              | Noriyuki Makihara      | [ 2 ]  |
| 14 listopada    | Merry Christmas (jap. メリー・クリスマス)             | Mariah Carey           | [ 2 ]  |
| 21 listopada    | Eien no yume ni mukatte (jap. 永遠の夢に向かって)     | Maki Ōguro             | [ 2 ]  |
| 28 listopada    | Melodies & Memories                                   | TUBE                   | [ 2 ]  |
| 5 grudnia       | THE DANCING SUN                                       | Yumi Matsutōya         | [ 2 ]  |
| 12 grudnia      | THE DANCING SUN                                       | Yumi Matsutōya         | [ 2 ]  |
| 19 grudnia      | Merry Christmas                                       | Mariah Carey           | [ 2 ]  |
| 26 grudnia      | SUPER BEST BOX SINGLE HISTORY 1979–1994 AND Snow Mail | CHAGE&ASKA             | [ 2 ]  |